# Мозамбикская кухня
Мозамбикская кухня (порт. Culinária de Moçambique) в её современном виде сформировалась под сильным влиянием португальских колонизаторов, которые ввели новые сельскохозяйственные культуры, приправы и методы приготовления пищи.

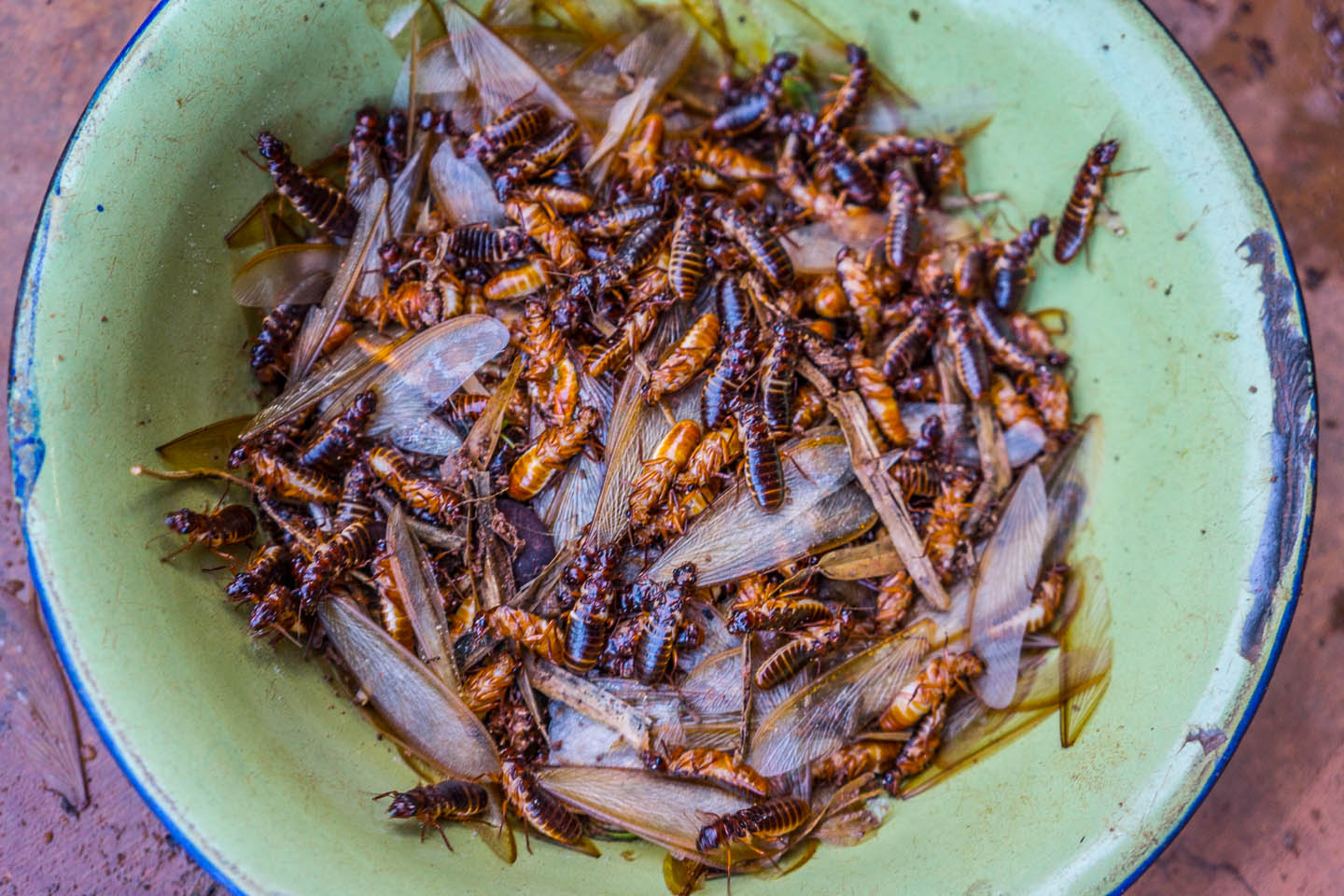
Нгумби

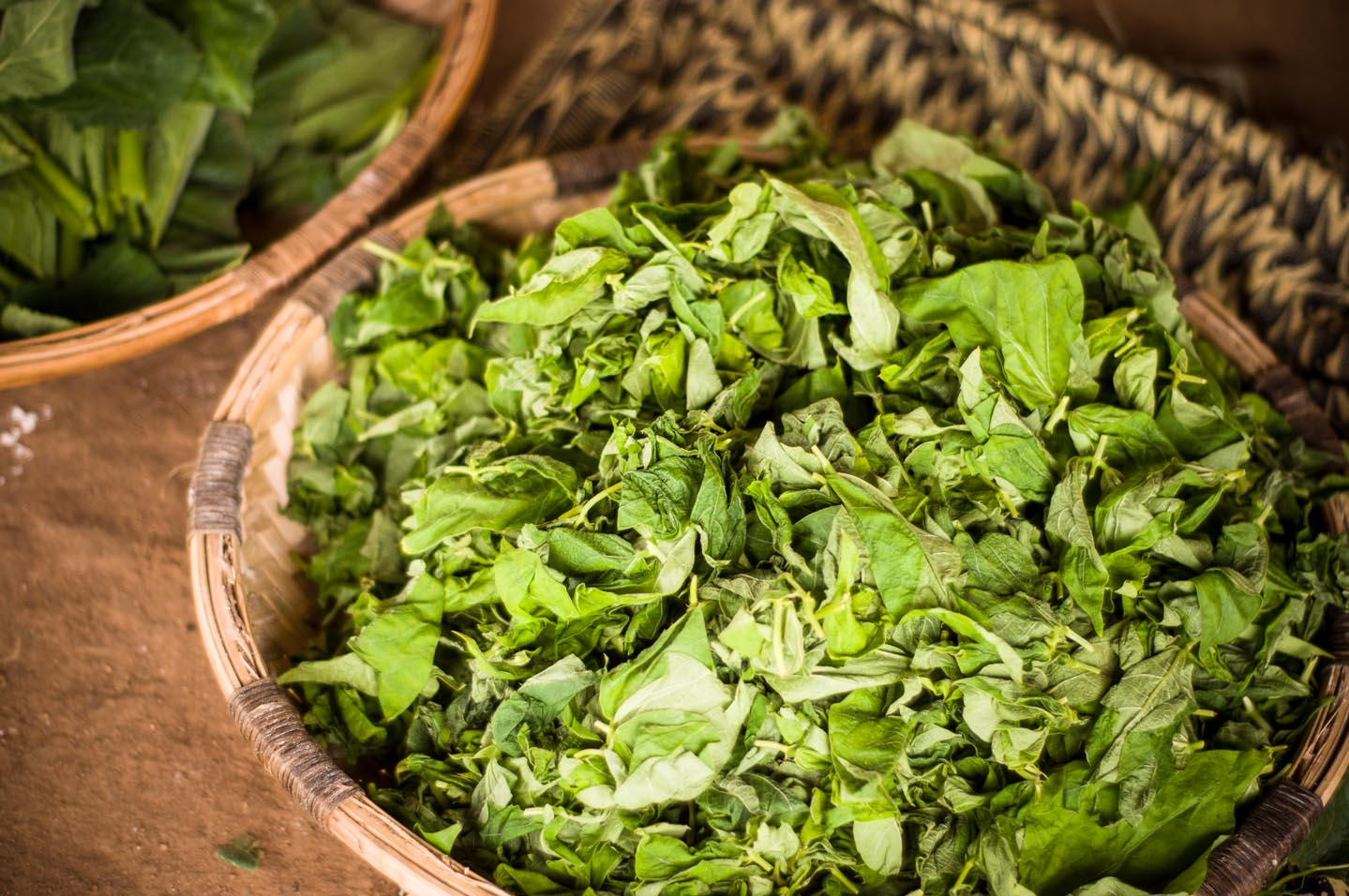
Липонда

## Основные блюда и продукты
Основной пищей большинства жителей Мозамбика является густая каша из кукурузной муки. Также важными источниками углеводов служат маниок и рис. Их едят с соусами из овощей, бобовых, мяса или рыбы.
Типичные ингредиенты мозамбикской кухни — это пшено, орехи кешью, лук, чеснок, сорго и сахарный тростник. Из пряностей применяются кориандр, лавровый лист. Португальцами были завезены и распространены кукуруза, картофель, томаты, ананасы, острый перец и цитрусовые, а также применение в кулинарии вина и оливкового масла. Под явным влиянием португальской кухни в Мозамбике появились выпечка наподобие пончиков и горячие бутерброды с сыром.
Мозамбик имеет выход к Индийскому океану, поэтому блюда из рыбы и морепродуктов также достаточно распространены.
Типичное праздничное блюдо — жареная курица в остром соусе или маринаде с различными гарнирами.
Популярный десерт — ананас с портвейном.